# Bombylius mauritanus
Bombylius mauritanus är en tvåvingeart som beskrevs av Olivier 1789. Bombylius mauritanus ingår i släktet Bombylius och familjen svävflugor.
Artens utbredningsområde är Marocko. Inga underarter finns listade i Catalogue of Life.